# АИ-22
АИ-22 — турбореактивный двухконтурный авиадвигатель, предназначенный для применения на пассажирских самолётах Ту-324  и Як-48, их модификациях, а также на БПЛА с большой продолжительностью полёта (типа «Global Hawk»). 
АИ-22 разработан по заказу России, разработчиком является ЗМКБ «Прогресс» и КМПО . Генеральный конструктор Фёдор Муравченко.
Его совместная разработка началась в конце 1990-х годов ЗМКБ «Прогресс», ОАО «Мотор Сич» и специалистами КАПО имени С. П. Горбунова.

## История
Двигатель разработан на базе серийного газогенератора двигателя ДВ-2.
26 сентября 2000 года в ЗМКБ «Прогресс» был произведён первый успешный запуск. В настоящее время там же проходят стендовые испытания.
При наработке АИ-22 на испытательном стенде (более 100 часов) были подтверждены заявленные характеристики.

### Организация производства и кооперации
Двигатель АИ-22 создаётся в кооперации четырёх предприятий:
- ЗМКБ «Прогресс» изготавливает детали и узлы наружной обвязки (трубопроводы, патрубки, арматуру, агрегаты собственного изготовления, кабельный план), производит окончательную сборку двигателя, подготовку стендов для испытаний, испытания и переборки двигателей, а также проводит экспериментальные, доводочные и специальные испытания и сертификационные работы.
- ОАО «Мотор Сич» изготавливает компрессор высокого давления, камеру сгорания, турбину высокого давления, стартёр воздушный, воздухоотделитель, клапан запуска и клапана перепуска воздуха, входящие детали для трубопроводов обвязки, крепёж для сборки двигателя.
- ОАО «КМПО»  изготавливает компрессор низкого давления с вентилятором, турбину низкого давления, заднюю опору со смесителем и стекателем, узлы трансмиссии (КПМА, КСА, ц/привод), среднюю опору, узлы подвески двигателя, агрегаты маслосистемы (маслобак, маслоагрегат, центробежный суфлёр и др.), а также закупает покупные комплектующие изделия, изготавливаемые в Российской Федерации.
- КАПО имени С. П. Горбунова изготавливает реверс тяги, реактивное сопло, капоты (оболочки с панелями шумоглушения).

## Конструкция
Модульная конструкция двигателей и высокоразвитая система контроля и диагностики обеспечивает эксплуатацию по техническому состоянию. Двигатель состоит из 10 модулей:
- Колесо вентилятора
- Корпус вентилятора
- Модуль подпорных ступеней
- Валопровод
- Реверсивное устройство
- Камера сгорания
- Ротор ТВД
- Турбина низкого давления
- Опора турбин
- Главный модуль
  - Коробка приводов

Подвеска двигателя предусматривает возможность установки одного и того же двигателя на самолёт в различных вариантах крепления: левом, правом, верхнем. 
Специальные материалы и покрытия, использующиеся при создании АИ-22, позволяют ему работать как в арктических, так и в тропических широтах, а также в морских условиях.

## Технические характеристики
| Максимальный чрезвычайный режим (Н = 0, Мп = 0, Рн = 730 мм рт. ст., tн = 30 °C)              | Максимальный чрезвычайный режим (Н = 0, Мп = 0, Рн = 730 мм рт. ст., tн = 30 °C) |
| --------------------------------------------------------------------------------------------- | -------------------------------------------------------------------------------- |
| Тяга, кгс (кН)                                                                                | 4200 (41,16)                                                                     |
| Взлётный режим (Н = 0, Мп = 0, Рн = 730 мм рт. ст., tн = 30 °C)                               |                                                                                  |
| Тяга, кгс (кН)                                                                                | 3755 (36,82)                                                                     |
| Общая степень повышения полного давления                                                      | 15,49                                                                            |
| Температура газов перед турбиной ВД, °К                                                       | 1450                                                                             |
| Суммарный расход воздуха, кг/с                                                                | 125,85                                                                           |
| Степень двухконтурности                                                                       | 4,94                                                                             |
| Крейсерский режим (Н = 12000 м, Мп = 0,75, МСА)                                               |                                                                                  |
| Тяга, кгс (кН)                                                                                | 775 (7,60)                                                                       |
| Удельный расход топлива кг/кгс·ч (кг/кН·ч), не более                                          | 0,63 (64,2)                                                                      |
| Общая степень повышения полного давления                                                      | 19,16                                                                            |
| Температура газов перед турбиной ВД, °С                                                       | 1249                                                                             |
| Суммарный расход воздуха, кг/с                                                                | 45,6                                                                             |
| степень двухконтурности                                                                       | 4,57                                                                             |
| Размеры и масса                                                                               |                                                                                  |
| Длина, мм                                                                                     | 3060                                                                             |
| Диаметр вентилятора, мм                                                                       | 1020                                                                             |
| Сухая масса, кг, не более                                                                     | 765                                                                              |
| Эмиссионные характеристики (удельный выброс вредных веществ за взлётно-посадочный цикл, г/кН) |                                                                                  |
| СО                                                                                            | 110                                                                              |
| СН                                                                                            | 12                                                                               |
| NOх                                                                                           | 45                                                                               |
| SN                                                                                            | 20                                                                               |